# Pelle di foca

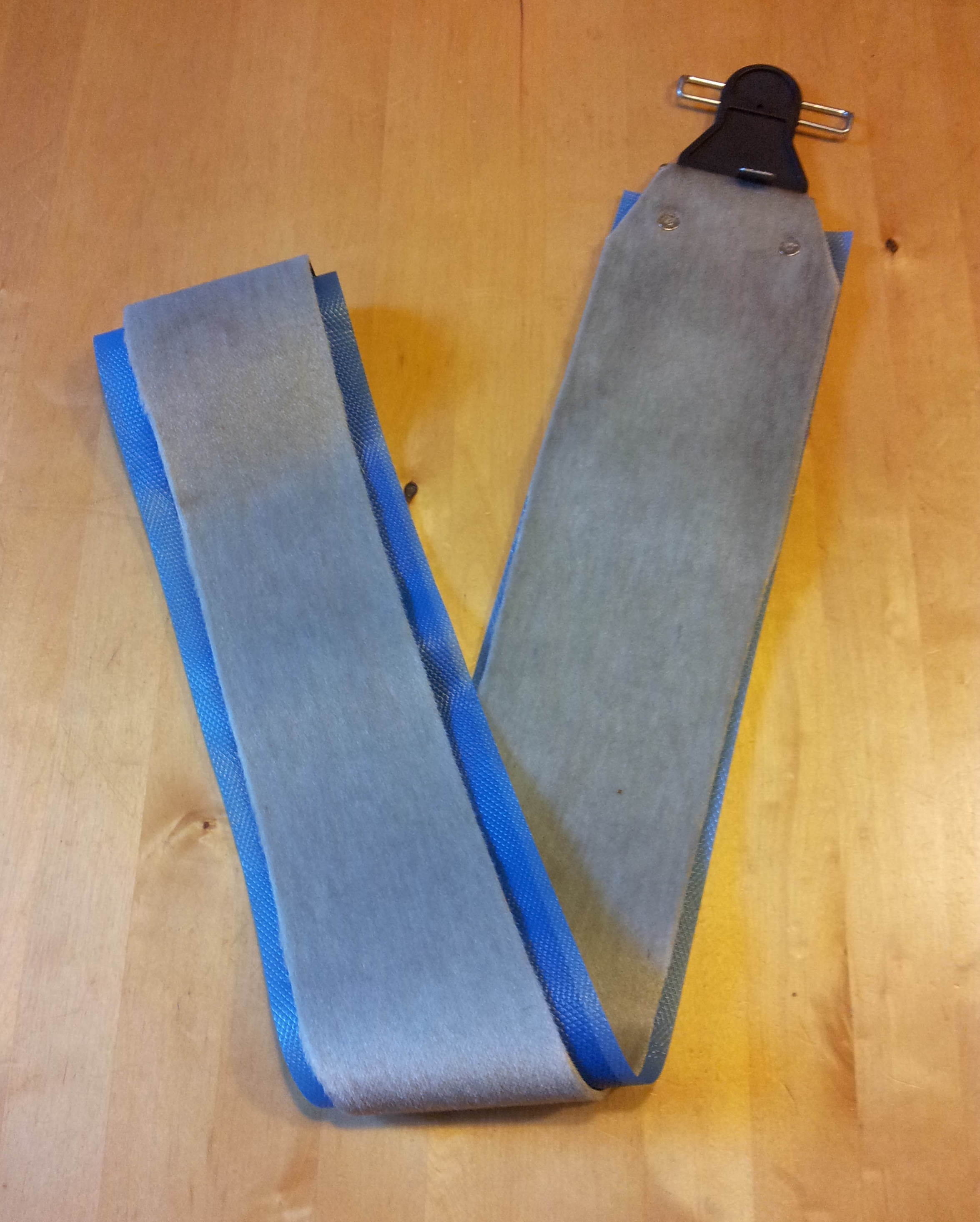
Pelle di foca moderna

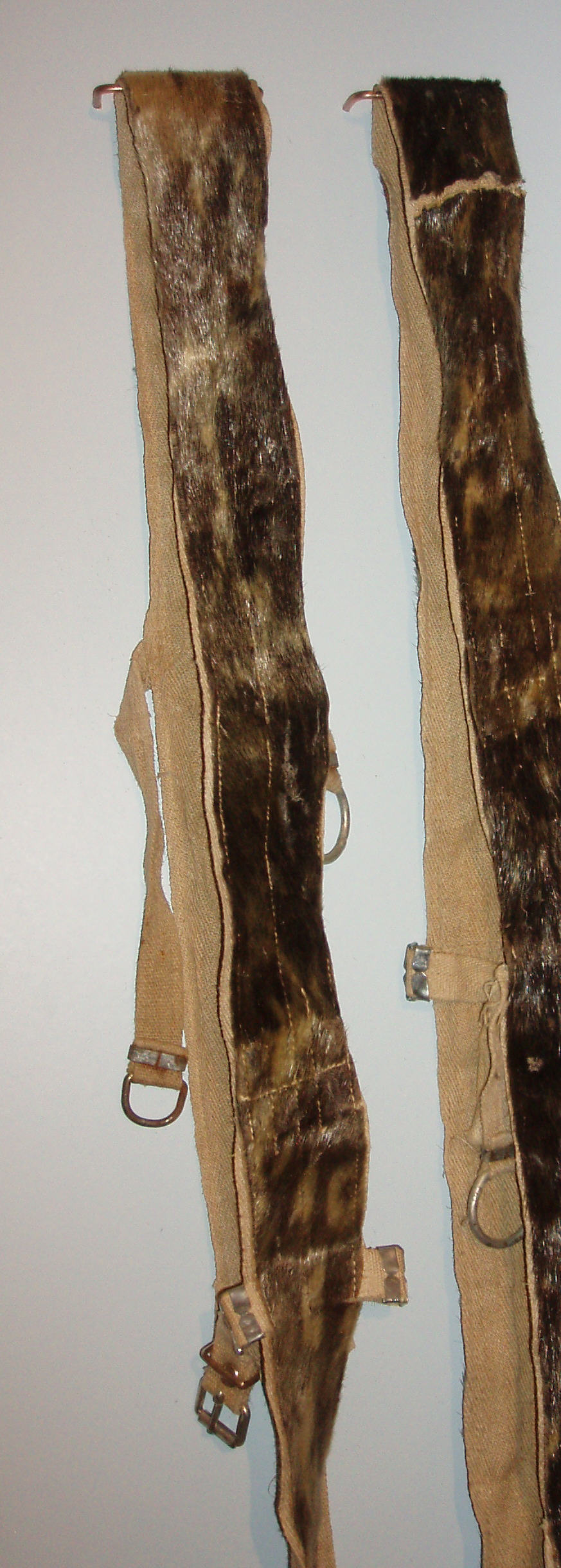
Pelli di foca degli anni venti

La pelle di foca, o tessilfoca è uno strumento indispensabile alla pratica dello sci alpinismo e dello sci escursionismo. Originariamente, donde il nome, costituita da strisce conciate di pelle animale, è attualmente una banda di tessuto sintetico adesiva da un lato e ricoperta dall'altro di fibra tessile orientata.
Applicata sotto gli sci, permette, grazie all'orientamento anisotropo delle fibre, di scorrere solo in avanti senza poi scivolare indietro, e quindi di affrontare una salita innevata anche ripida, eventualmente abbinandola, se le condizioni del manto nevoso lo richiedono, a ramponcini da sci (rampant o coltelli).

## Tipologie
Le pelli si distinguono per modalità di assemblaggio allo sci, per forma e per composizione delle stesse.

### Forma
Le pelli possono essere "dritte", ovvero a bordi rettilinei, oppure sciancrate. Fino a qualche anno fa era normale usare esclusivamente pelli dritte, con l'avvento, anche nello scialpinismo, di sci sciancrati è nata la necessità di adattare le pelli alla forma degli sci, altrimenti la progressione sarebbe difficile soprattutto su neve dura e nei traversi. Le pelli possono essere comprate insieme allo sci, oppure tagliate su di esso partendo da un nastro largo almeno quanto coda e punta dello sci. Idealmente, la pelle deve coprire l'intera soletta dello sci, ma lasciare scoperte le lamine.

### Composizione
Esistono in pelo sintetico, naturale (lana mohair) e misto: le pelli sintetiche sono in genere più economiche, hanno una mediocre scorrevolezza (in avanti) e una buona tenuta (allo scivolamento all'indietro), le pelli in mohair sono costose ma più scorrevoli, qualità che le rende apprezzate dagli agonisti, inoltre si consumano più facilmente. Le pelli miste generalmente sono fatte con fibre mescolate naturali e sintetiche e sono un buon compromesso tra le proprietà dei due tipi di pelo, sono anche abbastanza durevoli.
Per calcolare le prestazioni di un tipo di pelle è necessario tenere conto anche della lunghezza del filo e della sua usura.

### Modalità di attacco
Originariamente le pelli erano attaccate agli sci solo con alcuni ganci. Adesso le pelli fanno tutte uso di colla per aderire agli sci, fatta eccezione per alcuni tipi di pelle ad adesione molecolare, comunque sono sempre necessari ganci per aiutare la tenuta della pelle allo sci. Questi possono essere due: uno in coda fisso e uno elastico in punta, oppure un solo anello non elastico a agganciare la punta dello sci. Per le gare di sci alpinismo si usano invece pelli con un solo gancio elastico in punta, in modo che sia facilissimo staccare la pelle nel momento opportuno.
Le pelli con un solo gancio sono più corte dell'intero sci e tagliate a semicerchio a una qualche distanza dalla coda. Essendo più corte e non avendo il gancetto dietro che fa attrito con la neve, sono più scorrevoli delle pelli con due ganci. Perché siano utilizzabili al meglio, la colla delle pelli deve essere rinnovata periodicamente (colla in tubetto, per manutenzione impegnativa, o spray, per applicazioni e asciugature veloci) e le pelli devono essere asciutte nel momento dell'applicazione, così come la soletta dello sci.

## Uso
Le pelli di foca sono il principale strumento per la pratica dello scialpinismo e dello sci-escursionismo, devono essere applicati allo sci prima della progressione in salita e smontate prima di ogni discesa, perché rallentano lo sci. Andrebbero preferibilmente applicate al caldo sulla soletta (temperatura ambiente) al chiuso e ripassate prima di mettere gli sci ai piedi. Dopo aver smontato le pelli, possono essere attaccate tra di loro o ripiegate su loro stesse strato adesivo su strato adesivo, oppure attaccate a una specifica carta protettiva di nylon generalmente fornita all'acquisto delle pelli.
Per permettere alle pelli di scorrere al meglio sulla neve e impedire che si formino sotto di esse fastidiosi zoccoli di neve, è opportuno applicare ad esse uno strato di sciolina (in blocchetti e spray) oppure trattarle con impermeabilizzante specifico; in caso invece che una pelle si scollasse durante una gita dallo sci, è bene avere con sé un rotolo di robusto nastro adesivo (generalmente viene usato il nastro cosiddetto "americano", reperibile in ferramenta) o cerotto in tela per fissare nuovamente la pelle allo sci.